# Vijf bagatellen (Finzi)
Vijf bagatellen is een compositie van Gerald Finzi. De vijf muzikale “kleinigheden” zijn geschreven voor klarinet en piano.

## Geschiedenis
De Vijf bagatellen zijn niet zo zeer een vooropgezette compositie. Het is een samenraapsel van stukjes muziek die Finzi in de loop der jaren had geschreven, maar er nooit aan toe gekomen was op ze af te maken, dan wel in een werk te integreren. Veel tijd had Finzi niet want hij ging werken voor het Ministerie van Oorlog. Hij was dan wel pacifist, maar hij vond wel dat Nazi-Duitsland bestreden moest worden.. Toen het werk haar eerste uitvoering kreeg in 1943 met Pauline Juler op klarinet en Howard Ferguson op piano heette het werk waarschijnlijk nog Vier bagatellen, want de fughetta was er toen nog niet, die is later toegevoegd. Plaats van handeling was de National Gallery, waar toen lunchconcerten werden gegeven ter ontspanning van de Londenare. Het waren destijds drie karakterstukken met een prelude. Uitgeven van het werk leverde ook al problemen op. De heer Boosey (baas van de latere Boosey & Hawkes muziekuitgeverij) was van mening dat het beter was de vier stukjes als losse boekwerkjes uit te geven (zij wilden dat ook met de liedjes uit de diverse cycli die Finzi schreef), maar Finzi hield voet bij stuk. De werkjes werden gezamenlijk uitgegeven. Dat legde zowel Finzi als Boosey & Hawkes geen windeieren. De uiteindelijk Vijf bagatellen werden een van de populairste werken van Finzi. Dat kon worden verklaard uit het feit, dat ze zowel geschikt zijn voor de amateur- als beroepsmusici. Het werd zo populair dat er al snel arrangementen kwamen, er is een versie van klarinet en strijkkwartet, een versie van klarinet net strijkorkest en een versie voor klarinet en blaasensemble. De versie met strijkorkest is een arrangement van Laurence Ashmore Ashmore speelde viool het in strijkorkest van Finzi zelf, de Newbury Strings. Hij speelde later nog in het London Symphony Orchestra en het Royal Philharmonic Orchestra.
Vanwege Julers goede spel schreef Finzi zijn latere Klarinetconcert met haar in het vizier als soliste. Zij koos echter voor een huwelijk, zonder verdere loopbaan in de muziek.

## Muziek
De vijf bagatellen zijn:
1. Prelude, de opening, waarin Finzi teruggrijpt op Johann Sebastian Bach, maar waarin hij ook zijn eigen muzikale handtekening zette, een dalende septime; de prelude wordt gespeeld in Allegro deciso
2. Romance spreekt voor zich in het tempo Andante tranquillo;
3. Carol in Andante semplice heeft de langste historie; het begon als muziek voor de toonzetting van het gedicht Carol uit de bundel Severn and Somme van Ivor Gurney, het kreeg vervolgens de titel A little carol for Ursula Maria Howells, dochter van componist Herbert Howells ; hij schreef het op 16 december 1925, liet meer dan 10 jaar liggen en bracht het vervolgens in deze kleine suite;
4. Forlana in allegretto grazioso, de titel is nog steeds een raadsel, het verwijst wellicht naar de Forlana uit Maurice Ravels Le tombeau de Couperin, zeker is dat Finzi eiegnlijk geen idee had wat voor titel het zou moeten krijgen, hij moest kiezen tussen berceuse of forlana, waarbij de keus op de laatste viel;
5. Fughetta is geschreven op verzoek van Boosey, die een vrolijk en virtuoos einde wilde en dat ook kreeg; uiteraard wederom een verwijzing naar Bach.

## Discografie
Er zijn talloze opnamen gemaakt van dit werk